# 切勒特鄉
44°4′N 23°40′E / 44.067°N 23.667°E
切勒特鄉（羅馬尼亞語：Comuna Cerăt, Dolj），是羅馬尼亞的鄉份，位於該國西南部，由多爾日縣負責管轄，面積45平方公里，海拔高度64米，2007年人口4,123，人口密度每平方公里92人。